# Kanice (kraj południowomorawski)
Kanice – wieś i gmina w Czechach, w powiecie Brno, w kraju południowomorawskim. Według danych z dnia 1 stycznia 2014 liczyła 876 mieszkańców.